# Pagode baiano
Genres dérivés
Arrochadeira
Le pagode bahianais (en portugais : pagode baiano, également appelé pagodão, swingueira ou quebradeira bahiana) est un genre musical brésilien créé à Salvador, dans l'État du Bahia, issu du mélange de samba-reggae et de pagode, la principale différence étant l'inclusion de percussions, un rythme plus rapide et généralement accompagné de chorégraphie,.
Comme il s'agit d'un genre d'origine bahianaise, il est confondu à tort avec la musique axé, principalement parce que les deux styles étaient « de la fièvre » au Brésil entre les années 1990 et 2000,,,.

## Histoire

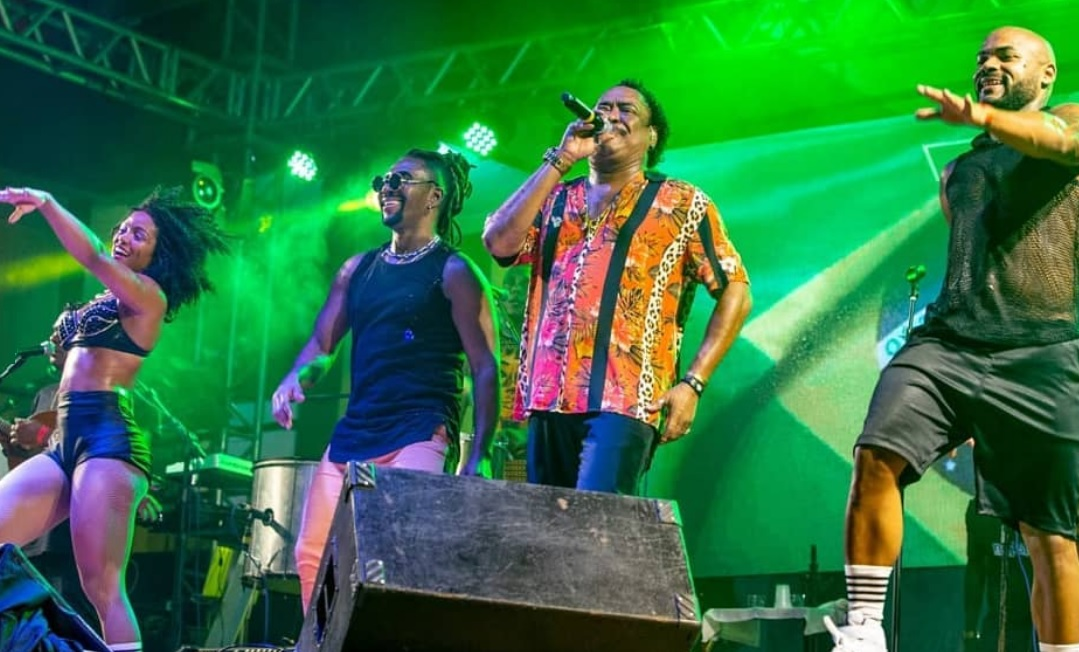
É o Tchan! en 2020.

Créé au début des années 1990, le genre connaît un essor national à partir de 1995 avec le phénomène É o Tchan!, avec des groupes précurseurs tels que Harmonia do Samba, Gera Samba, Terra Samba, Raça Pura, Patrulha do Samba, Companhia do Pagode et Gang do Samba. À la fin des années 1990, malgré le nom de pagode « bahianais », des groupes adoptant ce genre fleurissent dans d'autres régions du pays, comme Tchakabum à Rio de Janeiro et Axé Blond à São Paulo, qui connaissent également un grand succès,.
Dans les années 2000, d'autres groupes marquants émergent tels que Psirico, Parangolé, Pagod'art, LevaNóiz, Guig Guetho, Oz Bambaz, Saiddy Bamba, Fantasmão, Swing do P, Black Style et A Bronkka.

## Caractéristiques
C'est un rythme bahianais, qui tire ses racines du samba-reggae, de la samba de roda du Recôncavo (et ses variations), des rythmes de la samba dure et du Candomblé, caractérisés par des lignes mélodiques frappantes et des percussions mettant l'accent sur le repinique, qui joue sur l'accent caractéristique de la chanson. Le pagode bahianais utilise aussi souvent des instruments de samba comme le Pandeiro et le cavaquinho. Il diffère de l'axé, qui se joue généralement avec une guitare, une batterie et des instruments à vent.
Le pagodão se caractérise par des paroles à double sens avec des refrains simples, le genre étant plus populaire dans la périphérie des villes,. Le genre est généralement critiqué pour des questions morales, car nombre de ses paroles comportent des connotations sexuelles et étant accuser de faire l'apologie des drogues ou de la violence,,,.
À la fin des années 2000 et au cours des années suivantes, il y a eu une incorporation culturelle d'autres rythmes populaires tels que le funk carioca au sein du pagode bahianais, notamment popularisés par le groupe Black Style (avec le chanteur Robyssão et sa carrière solo ultérieure), donnant naissance à un nouveau sous-genre, connu sous le nom de « Pagofunk »,.